# FIVB World Tour 2008 der Frauen
Die FIVB World Tour 2008 der Frauen bestand aus 19 Beachvolleyball-Turnieren, von denen sechs als Grand Slam und dreizehn als Open ausgetragen wurden.

## Turniere

### Adelaide Open (25. bis 30. März)
| Platz | Team                                      |
| ----- | ----------------------------------------- |
| 1     | Larissa França / Juliana Felisberta Silva |
| 2     | Talita Antunes / Renata Ribeiro           |
| 3     | Shelda Bede / Ana Paula Connelly          |
| 4     | Nicole Branagh / Elaine Youngs            |
| 5     | Tian Jia / Wang Jie                       |
| 5     | Sara Goller / Laura Ludwig                |
| 7     | Xue Chen / Zhang Xi                       |
| 7     | Stephanie Pohl/Okka Rau                   |

Quelle:

### Schanghai Open (29. April bis 4. Mai)
| Platz | Team                                      |
| ----- | ----------------------------------------- |
| 1     | Talita Antunes / Renata Ribeiro           |
| 2     | Larissa França / Juliana Felisberta Silva |
| 3     | Xue Chen / Zhang Xi                       |
| 4     | Shelda Bede / Ana Paula Connelly          |
| 5     | Tamsin Barnett Hinchley / Natalie Cook    |
| 5     | Rieke Brink-Abeler / Hella Jurich         |
| 7     | Vasiliki Arvaniti / Vassiliki Karadassiou |
| 7     | Bibiana Candelas / Mayra García           |

Quelle:

### Seoul Open (13. bis 18. Mai)
| Platz | Team                                      |
| ----- | ----------------------------------------- |
| 1     | Xue Chen / Zhang Xi                       |
| 2     | Shelda Bede / Ana Paula Connelly          |
| 3     | Nicole Branagh / Youngs                   |
| 4     | Larissa França / Juliana Felisberta Silva |
| 5     | Jennifer Boss / April Ross                |
| 5     | Rachel Wacholder / Tyra Turner            |
| 7     | Tamsin Barnett Hinchley / Natalie Cook    |
| 7     | Tian Jia / Wang Jie                       |

Quelle:

### Osaka Open (20. bis 25. Mai)
| Platz | Team                                      |
| ----- | ----------------------------------------- |
| 1     | Larissa França / Juliana Felisberta Silva |
| 2     | Tian Jia / Wang Jie                       |
| 3     | Xue Chen / Zhang Xi                       |
| 4     | Tamsin Barnett Hinchley / Natalie Cook    |
| 5     | Shelda Bede / Ana Paula Connelly          |
| 5     | Jennifer Boss / April Ross                |
| 7     | Talita Antunes / Renata Ribeiro           |
| 7     | Helke Claasen / Antje Röder               |

Quelle:

### Barcelona Open (26. bis 31. Mai)
| Platz | Team                                      |
| ----- | ----------------------------------------- |
| 1     | Nicole Branagh / Elaine Youngs            |
| 2     | Talita Antunes / Renata Ribeiro           |
| 3     | Larissa França / Juliana Felisberta Silva |
| 4     | Vasiliki Arvaniti / Vassiliki Karadassiou |
| 5     | Shelda Bede / Ana Paula Connelly          |
| 5     | Jennifer Boss / April Ross                |
| 7     | Sara Goller / Laura Ludwig                |
| 7     | Stephanie Pohl / Okka Rau                 |

Quelle:

### Stare Jablonki Open (2. bis 7. Juni)
| Platz | Team                                      |
| ----- | ----------------------------------------- |
| 1     | Shelda Bede / Ana Paula Connelly          |
| 2     | Rachel Wacholder / Tyra Turner            |
| 3     | Maria Clara Salgado / Carolina Solberg    |
| 4     | Talita Antunes / Renata Ribeiro           |
| 5     | Rieke Brink-Abeler / Hella Jurich         |
| 5     | Jennifer Boss / April Ross                |
| 7     | Doris Schwaiger / Stefanie Schwaiger      |
| 7     | Vasiliki Arvaniti / Vassiliki Karadassiou |

Quelle:

### Berlin Grand Slam (9. bis 14. Juni)
| Platz | Team                                      |
| ----- | ----------------------------------------- |
| 1     | Misty May-Treanor / Kerri Walsh           |
| 2     | Tian Jia / Wang Jie                       |
| 3     | Larissa França / Juliana Felisberta Silva |
| 4     | Jennifer Boss / April Ross                |
| 5     | Shelda Bede / Ana Paula Connelly          |
| 5     | Maria Antonelli / Vanilda Leão            |
| 5     | Stephanie Pohl / Okka Rau                 |
| 5     | Nicole Branagh / Elaine Youngs            |

Quelle:

### Paris Grand Slam (16. bis 22. Juni)
| Platz | Team                              |
| ----- | --------------------------------- |
| 1     | Misty May-Treanor / Kerri Walsh   |
| 2     | Rachel Wacholder / Tyra Turner    |
| 3     | Nicole Branagh / Elaine Youngs    |
| 4     | Tian Jia / Wang Jie               |
| 5     | Talita Antunes / Renata Ribeiro   |
| 5     | Dalixia Fernández / Tamara Larrea |
| 5     | Sara Goller / Laura Ludwig        |
| 5     | Jennifer Boss / April Ross        |

Quelle:

### Stavanger Grand Slam (23. bis 28. Juni)
| Platz | Team                                      |
| ----- | ----------------------------------------- |
| 1     | Misty May-Treanor / Kerri Walsh           |
| 2     | Vasiliki Arvaniti / Vassiliki Karadassiou |
| 3     | Jennifer Boss / April Ross                |
| 4     | Shelda Bede / Ana Paula Connelly          |
| 5     | Talita Antunes / Renata Ribeiro           |
| 5     | Stephanie Pohl / Okka Rau                 |
| 5     | Nila Ann Håkedal / Ingrid Tørlen          |
| 5     | Nicole Branagh / Elaine Youngs            |

Quelle:

### Moskau Grand Slam (30. Juni bis 5. Juli)
| Platz | Team                              |
| ----- | --------------------------------- |
| 1     | Xue Chen / Zhang Xi               |
| 2     | Nicole Branagh / Elaine Youngs    |
| 3     | Tian Jia / Wang Jie               |
| 4     | Talita Antunes / Renata Ribeiro   |
| 5     | Shelda Bede / Ana Paula Connelly  |
| 5     | Maria Antonelli / Vanilda Leão    |
| 5     | Rieke Brink-Abeler / Hella Jurich |
| 5     | Rachel Wacholder / Tyra Turner    |

Quelle:

### Marseille Open (14. bis 20. Juli)
| Platz | Team                                     |
| ----- | ---------------------------------------- |
| 1     | Stephanie Pohl / Okka Rau                |
| 2     | Maria Antonelli / Vanilda Leão           |
| 3     | Maria Clara Salgado / Carolina Solberg   |
| 4     | Helke Claasen / Antje Röder              |
| 5     | Rieke Brink-Abeler / Hella Jurich        |
| 5     | Natalja Urjadowa / Alexandra Schirjajewa |
| 7     | Liesbet Van Breedam / Liesbeth Mouha     |
| 7     | Nadine Zumkehr / Muriel Grässli          |

Quelle:

### Gstaad Grand Slam (21. bis 26. Juli)
| Platz | Team                                   |
| ----- | -------------------------------------- |
| 1     | Shelda Bede / Ana Paula Connelly       |
| 2     | Tian Jia / Wang Jie                    |
| 3     | Xue Chen / Zhang Xi                    |
| 4     | Tamsin Barnett Hinchley / Natalie Cook |
| 5     | Maria Antonelli / Vanilda Leão         |
| 5     | Maria Clara Salgado / Carolina Solberg |
| 5     | Simone Kuhn / Lea Schwer               |
| 5     | Karin Lundqvist / Angelica Ljungqvist  |

Quelle:

### Klagenfurt Grand Slam (28. Juli bis 2. August)
| Platz | Team                                         |
| ----- | -------------------------------------------- |
| 1     | Shelda Bede / Ana Paula Connelly             |
| 2     | Halyna Oschejko / Swetlana Baburyna          |
| 3     | Katrin Holtwick / Ilka Semmler               |
| 4     | Cristine Santanna / Andrezza Martins         |
| 5     | Larissa França / Juliana Felisberta Silva    |
| 5     | Soňa Nováková-Dosoudilová / Tereza Tobiášová |
| 5     | Inguna Minusa / Inese Jursone                |
| 5     | Sanne Keizer / Mered de Vries                |

Quelle:

### Kristiansand Open (25. bis 30. August)
| Platz | Team                                   |
| ----- | -------------------------------------- |
| 1     | Maria Antonelli / Vanilda Leão         |
| 2     | Nila Ann Håkedal / Ingrid Tørlen       |
| 3     | Doris Schwaiger / Stefanie Schwaiger   |
| 4     | Maria Clara Salgado / Carolina Solberg |
| 5     | Cristine Santanna / Andrezza Martins   |
| 5     | Kathrine Maaseide / Susanne Glesnes    |
| 7     | Emilia Nyström / Erika Nyström         |
| 7     | Eva Hamzaoui / Virginie Sarpaux        |

Quelle:

### Myslowice Open (2. bis 7. September)
| Platz | Team                                         |
| ----- | -------------------------------------------- |
| 1     | Maria Clara Salgado / Carolina Solberg       |
| 2     | Katrin Holtwick / Ilka Semmler               |
| 3     | Nila Ann Håkedal / Ingrid Tørlen             |
| 4     | Soňa Nováková-Dosoudilová / Tereza Tobiášová |
| 5     | Maria Antonelli / Vanilda Leão               |
| 5     | Karin Lundqvist / Angelica Ljungqvist        |
| 7     | Shelda Bede / Ana Paula Connelly             |
| 7     | Sara Goller / Laura Ludwig                   |

Quelle:

### Guarujá Open (15. bis 20. September)
| Platz | Team                                   |
| ----- | -------------------------------------- |
| 1     | Larissa França / Vivian Cunha          |
| 2     | Shaylyn Bede / Ágatha Bednarczuk       |
| 3     | Shelda Bede / Ana Paula Connelly       |
| 4     | Maria Clara Salgado / Carolina Solberg |
| 5     | Maria Antonelli / Vanilda Leão         |
| 5     | Katrin Holtwick / Ilka Semmler         |
| 7     | Talita Antunes / Renata Ribeiro        |
| 7     | Geeske Banck / Anja Günther            |

Quelle:

### Dubai Open (5. bis 10. Oktober)
| Platz | Team                                   |
| ----- | -------------------------------------- |
| 1     | Kerri Walsh / Nicole Branagh           |
| 2     | Jennifer Boss / April Ross             |
| 3     | Maria Clara Salgado / Carolina Solberg |
| 4     | Doris Schwaiger / Stefanie Schwaiger   |
| 5     | Marie-Andrée Lessard / Annie Martin    |
| 5     | Geeske Banck / Anja Günther            |
| 7     | Daniëlle Remmers / Michelle Stiekema   |
| 7     | Lauren Fendrick / Ashley Ivy           |

Quelle:

### Phuket Open (4. bis 9. November)
| Platz | Team                                      |
| ----- | ----------------------------------------- |
| 1     | Jennifer Boss / April Ross                |
| 2     | Nicole Branagh / Tyra Turner              |
| 3     | Geeske Banck / Anja Günther               |
| 4     | Tamsin Barnett Hinchley / Becchara Palmer |
| 5     | Maria Clara Salgado / Carolina Solberg    |
| 5     | Lauren Fendrick / Ashley Ivy              |
| 7     | Wang Jie / Zuo Man                        |
| 7     | Daniëlle Remmers / Michelle Stiekema      |

Quelle:

### Sanya Open (11. bis 16. November)
| Platz | Team                                  |
| ----- | ------------------------------------- |
| 1     | Jennifer Boss / April Ross            |
| 2     | Zhang Xi / Huang Ying                 |
| 3     | Nicole Branagh / Tyra Turner          |
| 4     | Wang Jie / Zuo Man                    |
| 5     | Maria Antonelli / Vanilda Leão        |
| 5     | Karin Lundqvist / Angelica Ljungqvist |
| 7     | Daniela Gioria/Giulia Momoli          |
| 7     | Lauren Fendrick / Ashley Ivy          |

Quelle:

## Auszeichnungen des Jahres 2008
| FIVB Tour Champion    | Shelda Bede / Ana Paula Connelly      |
| Team of the year      | Shelda Bede / Ana Paula Connelly      |
| Most Outstanding      | Misty May-Treanor, Zhang Xi           |
| Sportsperson          | Kerri Walsh, Misty May-Treanor        |
| Top Rookie            | Bibiana Candelas                      |
| Most Inspirational    | Shelda Bede                           |
| Most Improved Player  | Nicole Branagh                        |
| Best Blocker          | Kerri Walsh                           |
| Best Hitter           | Larissa França                        |
| Best Offensive Player | Misty May-Treanor                     |
| Best Server           | Maria Clara Salgado Rufino            |
| Best Setter           | Vassiliki Karadassiou, Larissa França |
| Best Defensive Player | Misty May-Treanor                     |

Quelle: